# Кровь на 148 км
«Кровь на 148 км» (серб. Х-8, сербохорв. H-8…) — югославский фильм режиссёра Николы Тановера. Психологическая драма, основанная на реальной истории о дорожно-транспортном происшествии, в результате которого погибли несколько пассажиров рейсового автобуса. Признан лучшим югославским фильмом 1958 года и награждён призом «Большая Золотая Арена» — главной наградой кинофестиваля в Пуле. Согласно опросам журналистов лента занимает второе место в списке лучших работ национального кинематографа за всю историю его существования.

## Сюжет
Дождливой ночью на трассе между Белградом и Загребом в пассажирский автобус врезается грузовик. Аварию спровоцировал третий автомобиль, водитель которого скрылся с места преступления. Его номерной знак начинается на «Н-8». Дальнейший сюжет возвращает зрителя к событиям, предшествующим аварии. Пассажиры — студентка консерватории, журналист, фотограф и многие другие случайные люди, заполняют автобус, выбирают места. Одновременно развивается история водителя грузовика и его сына, сопровождающего отца в рейсе. Главной напряжённой интригой картины становится известная с самого её начала информация о количестве жертв и местах, на которых погибнут пассажиры. Те же, в свою очередь, на протяжении всего повествования знакомятся друг с другом, пересаживаются на новые места ближе к собеседнику. Или наоборот, рассаживаются в разные концы салона в результате размолвки. Кто из них окажется на роковых местах, неизвестно до трагического финала.

## В ролях
- Джурджа Ивезич — Альма Новак
- Борис Бузанчич — журналист Борис
- Антун Врдоляк — фотограф
- Ваня Дрэч — Крешо
- Мира Николич — водитель
- Мира Николич — молодая мама
- Нела Ержишник — сестра Якупеца

## Критика
Один из самых известных хорватских фильмов в равной степени отличается впечатляющей актёрской и режиссёрской работой, а также монтажом. Многослойные характеры персонажей, неослабевающий ритм ленты являются практически образцовыми. За счёт них создаётся типичный югославский микрокосм времени, панорама социально разнообразного, сложного общества. Тёмная и зловещая, как и положено триллеру, лента при этом полна жизни. Однако ряд сюжетных линий не вполне убедителен.